# Acropimpla bicarinata
Acropimpla bicarinata là một loài tò vò trong họ Ichneumonidae.